# 大学城南站 (广州市)
大学城南站是广州地铁4号线、7号线和12号线的换乘车站，亦是12号线的南端终点站。该站位於中国广东省广州市番禺区广州大学城中心南大街中环路口的地底。车站於2005年12月26日随4号线大学城专线开通而启用，2016年12月28日因应7号线首期通车而成为换乘车站，2025年6月29日随12号线东段通车成为三线换乘站。
本站12号线部分与位于车站西南面的大学城南停车场接轨。

## 車站結構

### 車站樓層
本站共有三層。地面為车站各出入口，周边为大學城中心南大街、中環東路及其它建筑物；地下一層為東西站厅以及4號線月台層；地下二層為7號線月台層、联络通道以及12号线南北两个转换层；地下三层为12号线月台层。
车站装修及配色方面，率先启用的4号线部分配色為黄色，裝修風格亦与大学城专线各站一样，使用玻璃幕板+马赛克组合的裝修；7号线站台层部分配色则為孔雀綠色，并使用了全玻璃幕板的裝修；12号线站台及西站厅扩建部分则采用12号线标准站统一的上下白色搭配青绿色玻璃幕板装修。
另外，本站作為7號線首期三個文化站之一，在本站东站廳付费区内設有以「智·岛」為主題的文化藝術牆，主要內容以《弟子规》和活字印刷术的形式，立体呈现出“传承”的思想，与大学城的教育的气质相吻合。
本站在东站厅靠近C出入口通道一侧设有卫生间，为后期7号线启用时设置。在12号线部分启用后亦在站台南端设有卫生间以及母婴室。
| 地下一层 | 东站廳 4号线、7号线        | 售票機、客服中心、商店、警务室、安检设施、卫生间 |  |  |
|          | 侧式站台                   |                                                  |  |  |
|          | 1 站台                     | █4号线 黃村方向（下站：大学城北）                |  |  |
|          | 2 站台                     | █4号线 南沙客运港方向（下站：新造）              |  |  |
|          | 侧式站台                   |                                                  |  |  |
|          | 西站廳 4号线、7号线 12号线 | 售票機、客服中心、商店、安检设施                 |  |  |
| 地下二层 | 12号线北转换层             | 来往西站厅及 █12号线月台                         |  |  |
|          | 聯絡通道                   | 非付費區來往兩側站廳 付費區來往 █4号线兩側月台   |  |  |
|          | 4 站台                     | █7号线 美的大道方向（下站：板桥）                |  |  |
|          | 岛式站台                   |                                                  |  |  |
|          | 3 站台                     | █7号线 燕山方向（下站：深井）                    |  |  |
|          | 12号线南转换层             | 来往西站厅及 █12号线月台                         |  |  |
| 地下三层 | 6 站台                     | █12号线 二沙島方向（下站：大学城北）             |  |  |
|          | 岛式站台（卫生间、母婴室） |                                                  |  |  |
|          | 5 站台                     | █12号线 終點站台                                 |  |  |

### 站厅
大学城南站分為西站廳和东站廳兩個站廳，均位于地下一层，兩者被4號線路軌相隔。兩個站廳及4号线两个站台之间通過兩條路軌下方的联络通道以及7号线站台连接，其中非付费区通过联络通道楼梯一侧相连，付费区则通过联络通道扶梯一侧以及7号线月台相连。两个站厅的收费区内均设有一台专用电梯、楼梯以及多条扶手电梯连接7号线月台。
此外，东站厅由于要配合原有7号线月台结构的改建和设置升降机的需要而扩建至现有规模。东站厅另在新建升降機的位置劃出单独的付費區，但该区域仅设置专用通道进出，因此现时使用该升降机则需要向车站职员协助使用，同时該升降機付費區亦已預留位置供未來加裝出入閘機。而12号线建设时，亦在现有西站厅两边扩建至现有规模，现时西站厅两边扩建部分设有扶梯及楼梯连接分别连接南北两个独立的转换层，转换层同样设有扶梯及楼梯连接12号线月台，其中扩建部分东南边的扶梯和楼梯则直连12号线站台，此外亦设有专用电梯直连西站厅和12号线站台。
大学城南站两边站厅均設有自动售票機及智能客務中心。此外，本站东站厅C出入口附近设有一家7-11便利店，D出入口附近设有一家全家便利店，亦设有周黑鸭小吃店等商店、自动照相机、自動售賣機、自动售卡/充值机、共享充电宝等自助设施。在车站控制中心旁和A出入口处均设有自動體外去顫器。
- 东站厅
- 西站厅
- 西站厅（12号线部分东南侧）
- 西站厅（12号线部分西北侧）
- 连接12号线站台及站厅的南转换层
- 东站厅连接7号线月台的升降機位置另外劃出了一個付費區
- 位于东站厅的文化艺术墙

### 换乘

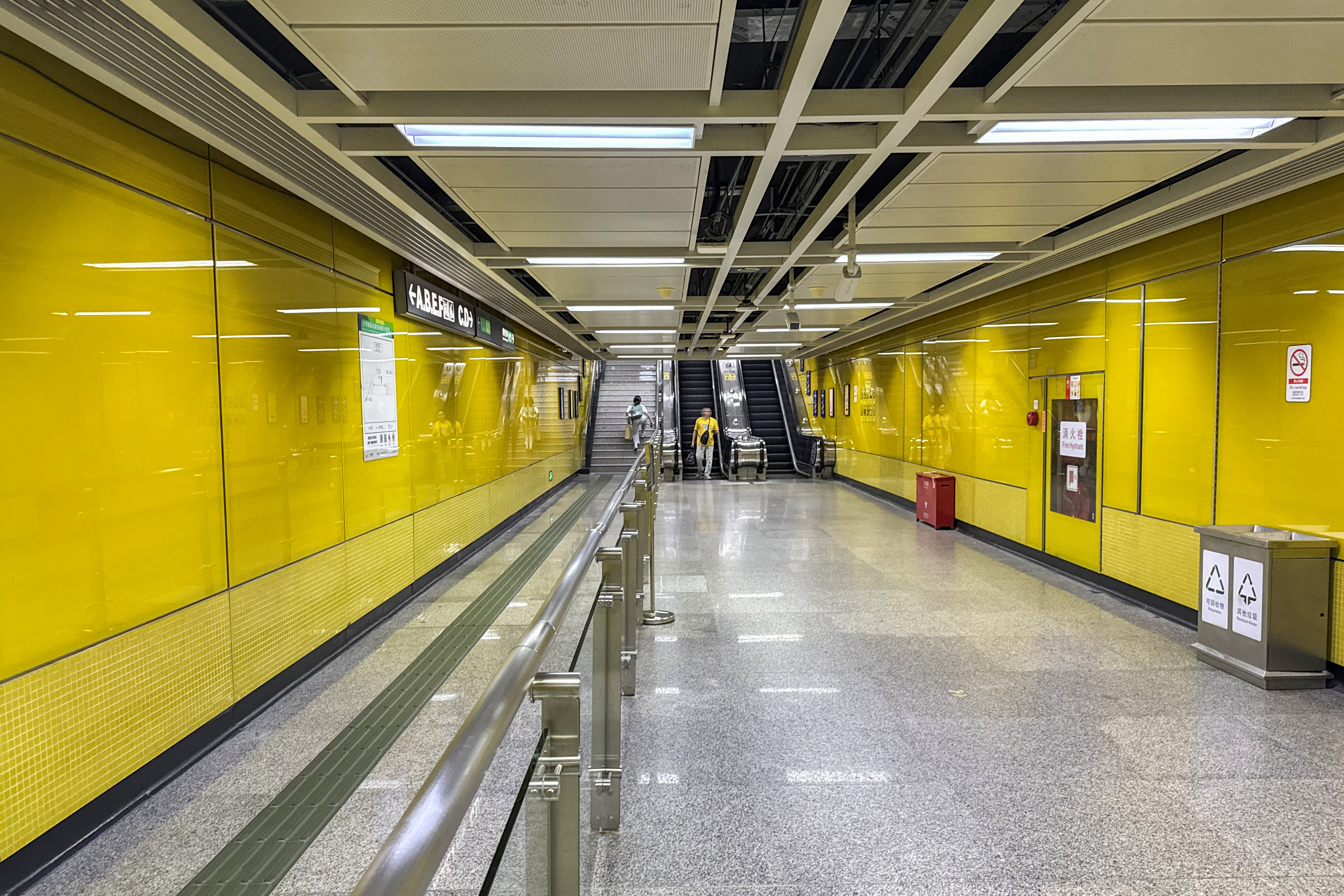
4号线路轨下方的站厅联络通道：其中楼梯侧为非付费区，扶梯侧为付费区

4号线与7号线换乘采用节点换乘方式，4号线两侧月台均设有扶手电梯及楼梯等连接7号线站台。4号线1站台至7号线站台之间分别设有两条扶梯，及设有两条扶梯加一条楼梯共两处节点，现时客流组织安排下，靠近站台的节点扶梯全部往下层以换乘7号线，往东的节点扶梯全部往上层以换乘4号线黄村方向。4号线2站台至7号线站台之间则设有两条扶梯、一条楼梯和一台专用电梯連接，供7号线至4号线南沙客运港方向月台之间换乘。
至于12号线与各线换乘，前往4号线南沙客运港方向可直接通过扶梯、楼梯及专用电梯前往西站厅进行换乘，亦可通过西站厅中部通往7号线站台的扶梯、楼梯和专用电梯前往下层换乘7号线，但换乘4号线黄村方向则需途经7号线站台或联络通道辗转上下换乘。

### 月台
本站4號線設有兩個側式月台，位於大學城中心南大街的地底。7號線则設有一個島式月台，位於中環东路地底。12号线亦设有一個島式月台，位于大学城中心南大街西侧地底。三線月台組成一個「卄」字型。4號綫月台在上層，7號綫月台在中層，12號綫月台在下層。
因设计原因，4号线站台部分同万胜围站一样，站台安装的屏蔽门范围实际比4节L编组所需要的要长，因此停车乘降时司机需要推開屏蔽推動門在站台上瞭望。

#### 站线配置
本站4號線月台南側設有一條渡線。當4號線新造站以南段發生故障時，往南沙客運港方向列車將會通過該渡線折返，以本站為臨時終點站。7号线则在月台两端各设有一条联络上下行正线的单渡线，在7号线二期通车前，往板桥方向一侧的渡线供列车在特殊情况下进行站前折返，而往深井方向一侧的渡线供列车正常运营时进行站后折返。
另外，本站東南象限处設有4號線和7號線的聯絡線。
本站12号线月台西北端設有一條單渡線用於站前折返。東南端则設有往返大学城南停車場的出入段線，亦会设有交叉渡线用於12号线所有运营列车进行站後折返，正線末端则預留往南延伸的條件。

### 出入口
大学城南站目前设有6个出入口，分别分布于东西站厅。车站随4号线启用初期就已设有A至D四个出入口，其中A、B出入口因12号线车站建设而重置，12号线车站启用后新增E、F出入口。
|                                                             |                                                           |      |            |                                                                                         |
|                                                             |                                                           |      |            |                                                                                         |
|                                                             |                                                           |      |            |                                                                                         |
| 编号                                                        | 设施                                                      | 照片 | 出口指示   | 建议前往的目的地                                                                        |
| 西站厅                                                      |                                                           |      |            |                                                                                         |
| A                                                           | 盲道标志 · 扶手电梯标志                                   |      | 中环西路   | 明志街、大学城广工一路                                                                  |
| B                                                           | 盲道标志 · 扶手电梯标志                                   |      | 中环西路   | 明志街、大学城广工一路、岭南印象园                                                      |
| E                                                           | 盲道标志 · 升降机标志 · 无障碍通道标志 · 扶手电梯标志     |      | 中心南大街 | 尚法街 公交：地铁大学城南站（南行）                                                     |
| F                                                           | 盲道标志 · 扶手电梯标志                                   |      | 中心南大街 | 求真街、明志街                                                                          |
| 东站厅                                                      |                                                           |      |            |                                                                                         |
| C                                                           | 盲道标志 · 扶手电梯标志                                   |      | 中环东路   | 大学城华工南路、求真街、立德街、华南理工大学 公交：综合商业南区站（东行）               |
| D                                                           | 盲道标志 · 轮椅升降台标志 · 无障碍通道标志 · 扶手电梯标志 |      | 中环东路   | 大学城华工南路、立德街、中心南大街 公交：综合商业南区站（西行）、地铁大学城南站（北行） |
| 註： 設有 \| 設有 \| 設有 \| 設有輪椅升降台 \| 設有扶手電梯 |                                                           |      |            |                                                                                         |

## 接駁交通
车站附近设有综合商业南区站和地铁大学城南站两个公交站，供接驳乘客来往大学城内各处。
| 编号 | 编号                 | 线路                     | 线路 | 线路                     | 收费 | 备注 |
| ---- | -------------------- | ------------------------ | ---- | ------------------------ | ---- | --- |
|      | 86                   | 沥滘路东                 | ⇆    | 大学城（广工）           | 2元  | |
|      | 383                  | 大学城星光下道           | ⇆    | 长洲码头                 | 2元  | |
|      | 387                  | 大学城（穗石村）         | ↺    | 综合商业北区             | 2元  | 60分/班 |
|      | 番201                | 大学城（穗石村）         | ⇆    | 广州市档案馆南（大学城） | 2元  | 20–40分/班 |
|      | 番202旅游专线        | 大学城（科学中心）       | ⇆    | 大学城体育中心           | 2元  | |
|      | 大学城环线1          | 大学城星光下道           | ↺    | 大学城星光下道           | 1元  | |
|      | 大学城专线1大学城1线 | 广外                     | ⇆    | 大学城（广大）           | 3元  | 15分/班（寒暑假期间30–60分/班） |
|      | 大学城专线2大学城2线 | 华工大                   | ⇆    | 大学城（广中医）         | 3元  | 15分/班（寒暑假期间30–60分/班） |
|      | 大学城专线3大学城3线 | 广东药学院               | ⇆    | 大学城（中部枢纽）       | 3元  | 15分/班（寒暑假期间30–60分/班） |
|      | 夜50                 | 广州市档案馆南（大学城） | ↺    | 广州市档案馆南（大学城） | 3元  | 星海学院至广州市档案馆南区段经华师一路、内环西路、国医东路（华师生活区、省中医院大学城医院、南汉二陵博物馆） 大学城环线1附属线路，寒暑假期间停运 |
|      | 夜128                | 大学城（广工）           | ⇆    | 海珠客运站               | 3元  | 86路附属线路 |

| 编号 | 编号        | 线路                     | 线路 | 线路           | 收费 | 备注                   |
| ---- | ----------- | ------------------------ | ---- | -------------- | ---- | ---------------------- |
|      | 384旅游专线 | 大学城南亭村             | ↺    | 广大附中       | 2元  |                        |
|      | 番微公交7   | 广州市档案馆南（大学城） | ↻    | 地铁大学城南站 | 1元  | 45分/班 寒暑假期间停运 |

## 歷史

### 规划
本站最早出現在2000年的《近期線網規劃實施調整方案》中，作為新出現的4號線的其中一個中途站，同時也是廣州大學城的配套地鐵站之一，当时本站被命名为小谷圍站。隨後本站被列入4號線首通段（大學城專線）工程內，先行建設。
於2003年規劃當中，本站成為4號線與7號線的換乘站，因此本站在建設時一同建設了7號線的站台和兩線的聯絡線隧道。期间7號線規劃調整，與4號線的換乘站一度改為新造站。後來於2010年規劃當中，7號線最終確定在本站與4號線交匯，同時本站也被確定為7號線首期的終點站。
而在2008年規劃當中，本站也成為了規劃12號線的南端終點站。在2015年的規劃方案中，12號線经过大学城北站后不再继续前往大学城南站，终点站调整为科学中心；2017年，线路恢复以本站为终点站，并最终得到落实。

### 兴建

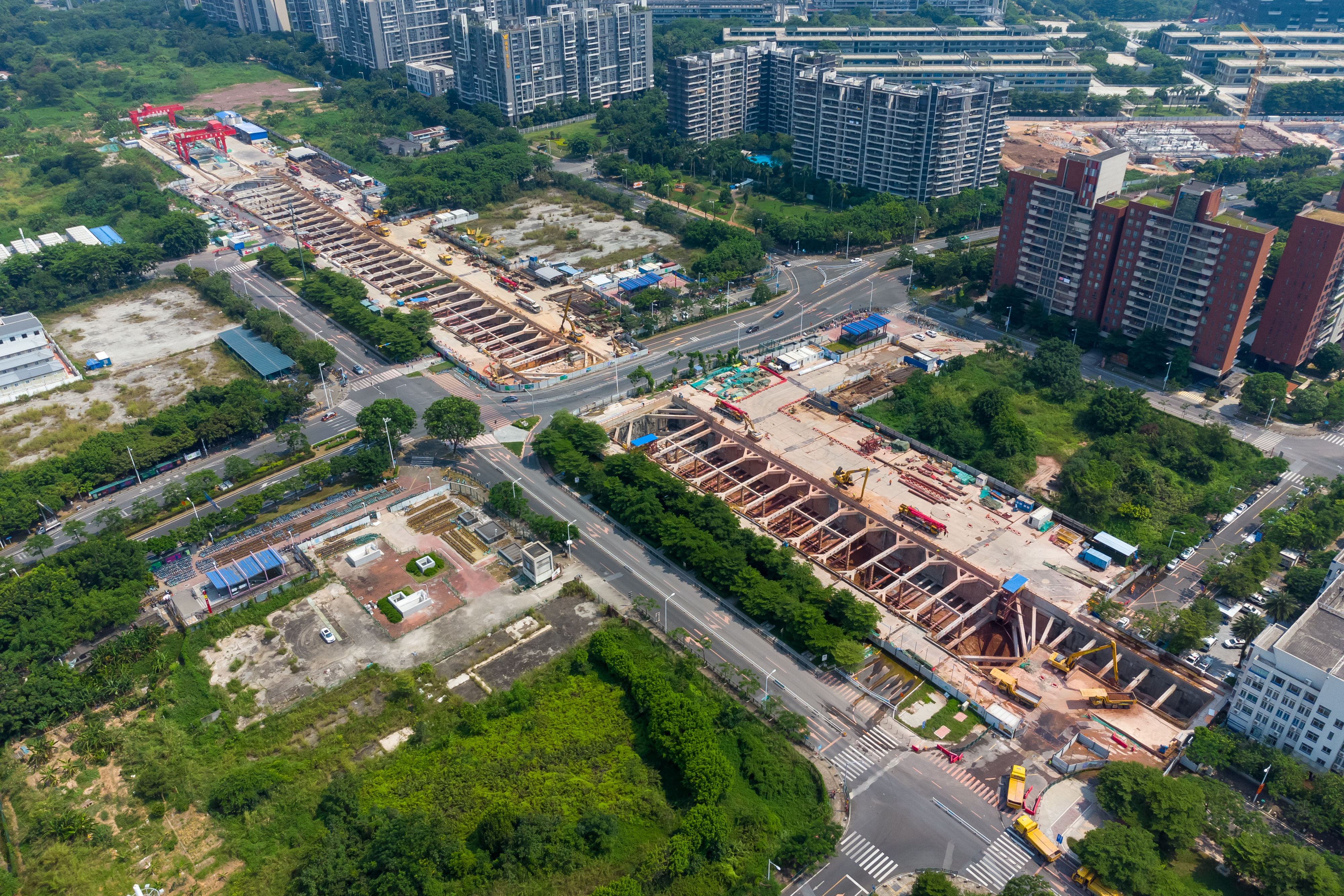
在建的12号线车站（2022年7月）

2003年，本站随4号线首通段开工而开始建设；2004年1月6日，大学城专线（4号线）与7号线联络线土建工程开工。2005年1月11日，车站封顶。
4號線建設之時已經在本站預留7號線月台及換乘節點，因此本站启用初期只開放了非付費區通道來往4號線兩側站廳，付費區则因预留7号线月台而無法連通，當時車站在進站閘機前均擺放告示，提醒乘客此側站廳4號線的行駛方向。若乘客不慎選錯付費區進站，則只能求助車站職員，通過非付費區通道前往另一側站廳；或先乘坐至下一站，再換乘至正確的方向。另外，7号线原计划使用4節編組L型车辆，故僅預留了85米長之站台，但因7号线最终确定使用6B编组，预留的7号线站台則需要延长。7號線建設時對預留站台進行延長，以滿足六節B車規模長度的7號線使用。同時亦對4號線原有東站廳進行改造，重置付費區範圍，同時把部分設備區釋出，延長站廳非付費區範圍。同时7號線建設時需要根據國家新標準，在車站內加設公共洗手間，因此C口于2015年10月30日起暫時封閉，直至7号线月台启用后才恢复使用。
12号线车站部分于2019年8月围蔽施工。2020年9月28日，A口为配合12号线施工需要而暂时封闭，当年年末重开，随后又在2021年5月16日关闭；而B出入口在2020年12月20日关闭，两个出入口因位于12号线车站主体结构建设范围内而需要拆除。并在明志街路口两边分别重置，建成后于2022年1月1日重开。2025年2月28日12号线部分完成“三权”移交。
12号线车站在设计之初，另外在12号线月台南端上层设有换乘厅通往负一层东站厅，惟12号线与4号线在官洲站至本站间均可实现换乘，亦可分流一定的换乘客流，故该设计被取消。此外，在12号线车站启用前夕，亦对现有连接两个站厅的非付费区联络通道进行重新划分，靠近扶手电梯的一侧被划分为付费区，以疏导12号线来往4号线黄村方向之间的换乘客流，同时外扩既有东西站厅的付费区范围。

### 运营

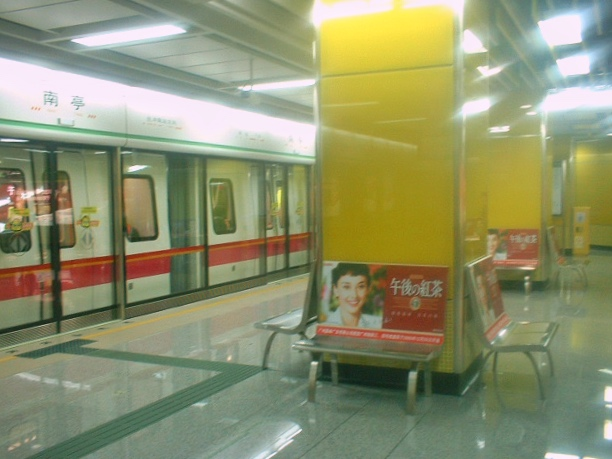
當時仍名南亭站的车站月台，屏蔽门上方标有“南亭”和“往冲尾站方向”，“冲尾站”即为现时的金洲站

车站开通前夕，本站更名为「南亭站」。2005年12月26日，本站隨4號線首通段（大學城專線）正式通車而正式啟用，地铁公司在本站举办了开通仪式。2006年5月，本站更名為「大学城南站」。
2016年12月28日，7号线首期通车，本站7号线月台层以及东站厅扩建部分亦正式启用，同时车站的付費區亦通過7號線站台連通。本站曾作为7号线的东端终点站，直到7號線二期于2023年12月28日開通後变成中途站。2025年12月26日，12号线部分启用，本站成为三线换乘车站。

### 事件
2020年7月15日上午，12号线建设工地突然有大量泥浆涌入A出入口，致其临时封闭，不久后恢复。
2022年年末疫情期间，本站曾受防控措施影响，于11月28日至11月30日下午暂停进出站，仅保留站内换乘服务。